# Escuminac (Québec)
Pour les articles homonymes, voir Escuminac.
Escuminac est une municipalité du Québec située dans la MRC d'Avignon en Gaspésie–Îles-de-la-Madeleine.

## Toponymie
Son nom, du micmac, signifie « jusqu'ici il y a de petits fruits ».

## Histoire

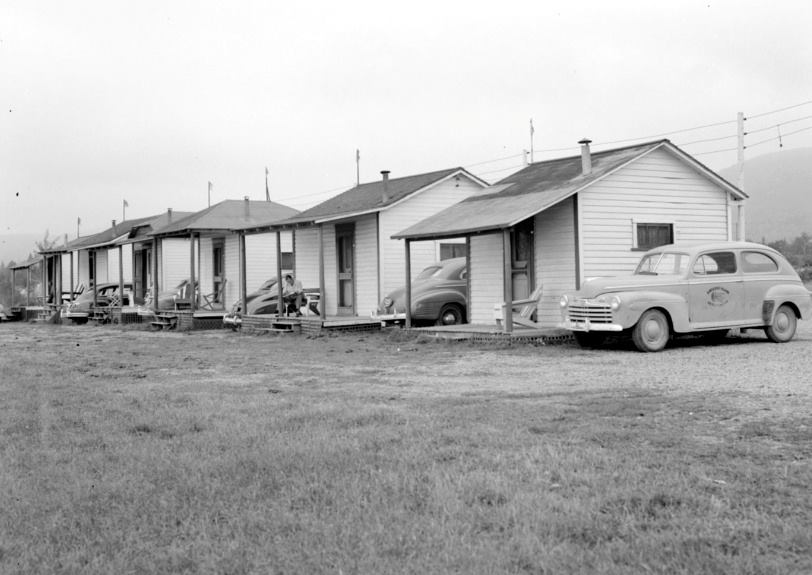
Hôtel et chalets à Pointe-à-la-Garde en 1948

## Géographie
La Rivière Escuminac traverse la municipalité du nord au sud pour confluer avec la rivière Ristigouche.

### Hameaux
- Escuminac East
- Escuminac Flats
- Escuminac-Nord
- Fleurant

## Démographie
| 1996 | 2001 | 2006 | 2011 | 2016 | 2021 |
| ---- | ---- | ---- | ---- | ---- | ---- |
| 661  | 604  | 645  | 588  | 544  | 575  |

## Administration
Les élections municipales se font en bloc pour le maire et les six conseillers.
| Escuminac Maires depuis 2003                                                                                         |                    |         |          |
| Élection | Maire              | Qualité | Résultat |
| 2003 | Bertrand Berger    |         | Voir     |
| 2005 | Bertrand Berger    | Voir    |          |
| 2009 | Bertrand Berger    | Voir    |          |
| 2013 | Robert Bruce Wafer |         | Voir     |
| 2017 | Robert Bruce Wafer | Voir    |          |
| 2021 | Robert Bruce Wafer | Voir    |          |
| Élection partielle en italique Depuis 2005, les élections sont simultanées dans toutes les municipalités québécoises |                    |         |          |